# José Clemente Orozco

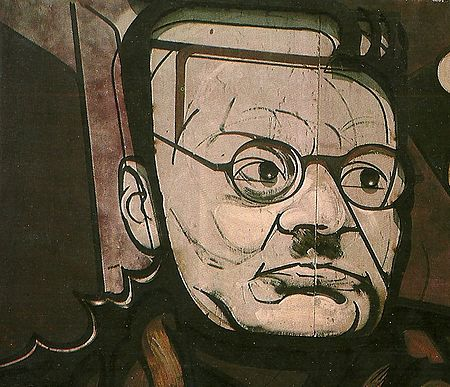
Portret Orozca namalowany przez Davida Alfaro Siqueirosa

José Clemente Orozco (ur. 23 listopada 1883 roku w Guzmán, zm. 7 września 1949 w Meksyku) – meksykański malarz i karykaturzysta, specjalizujący się w malowaniu murali o tematyce politycznej. Jego dzieła, wraz z muralami Diega Rivery, Davida Alfaro Siqueirosa i innych muralistów zapoczątkowały renesans meksykańskiego muralizmu. Wśród meksykańskich muralistów, Orozco wyróżniał się najbardziej skomplikowanym podejściem do sztuki oraz zamiłowaniem do motywu ludzkiego cierpienia. Od Diega Rivery najbardziej odróżniało go to, że był mniej realistyczny i bardziej zafascynowany urządzeniami technicznymi. Głównym nurtem reprezentowanym przez Orozco był symbolizm. Tworzył również malarstwo rodzajowe oraz litografię. W latach 1922–1948 malował murale w takich miastach jak Meksyk, Orizaba, Claremont, Nowy Jork, Hanover, Guadalajara i Jiquilpan. Jego rysunki i malowidła oglądać można na wystawach w Muzeum Carillo Gil w mieście Meksyk oraz w muzeum Casa-Museo Orozco w Guadalajarze. Artysta znany był z zaangażowania politycznego i działalności na rzecz chłopów i robotników.

## Życiorys
José Clemente Orozco urodził się w 1883 r. w Zapotlán el Grande (obecnie miasto Guzmán). Był najstarszy z rodzeństwa. Po przeprowadzce do miasta Meksyk w 1890 r. zainteresował się sztuką. Poślubił Margaritę Valladares i miał z nią troje dzieci. W wieku 21 lat Orozco stracił lewą rękę podczas pracy z prochem strzelniczym do fajerwerków.
Rysownik satyryczny José Guadalupe Posada, którego grafiki o meksykańskiej kulturze i polityce skłaniały Meksykanów do odmiennego myślenia o porewolucyjnym Meksyku, pracował będąc dla ludzi całkowicie widocznym przez witryny sklepu znajdującego się na drodze Orozca do szkoły. W swojej autobiografii Orozco wyznaje: „Pragnąłem zatrzymać się [w drodze do i ze szkoły] i spędzić kilka magicznych minut podziwiając [Posadę]… To był bodziec, który jako pierwszy wprawił moją wyobraźnię w ruch i skłonił mnie do wypełniania papieru moimi debiutanckimi małymi rysunkami, to było moje uświadomienie sobie istnienia sztuki malarstwa.” Dalej mówi, że oglądanie rysunków Posady zapoczątkowało u niego używanie kolorów. Po ukończeniu szkoły rolnictwa i architektury, studiował sztukę w Akademii San Carlos w latach 1906-1914. Orozco uczestniczył w strajku studenckim w 1911 r. wraz z kolegą ze studiów i przyszłym muralistą Davidem Alfaro Siqueirosem. Pracował jako rysownik dla stołecznych gazet, a bezpośrednio jako rysownik dla jednej z armii konstytucjonalistów nadzorowanej przez naczelnego wodza Venustiana Carranzę. Jednym z największych wpływów na Orozco w jego okresie dorosłości miał pogląd doktora Atl na symbolizm. W 1914 r. Orozco podążył za dr. Atl do Orizaby. Kiedy w 1914 r. rewolucyjne frakcje się rozdzieliły po tym jak Victoriano Huerta został zmuszony do dymisji, Orozco wsparł Carranzę i generała Álvara Obregóna przeciwko Pancho Villi i Emiliano Zapacie. Przemoc, której doświadczył, miała ogromny wpływ na jego życie i sztukę. "Świat został rozdarty na strzępy wokół nas", napisał w swojej autobiografii. "Konwoje wojsk poszły na rzeź. Pociągi były wysadzone w powietrze”.
W 1916 roku Orozco, rozczarowany recenzją, którą otrzymał w Meksyku na temat swojej sztuki, wyjechał do Stanów Zjednoczonych. Cztery lata później Orozco wrócił do Meksyku i podjął pracę jako karykaturzysta. W lipcu 1923 roku Orozco rozpoczął pracę nad swoim pierwszym projektem muralu wspomaganym przez Vasconcelosa. Uczestniczył w wojnie rewolucyjnej, a jego obrazy odzwierciedlały jego pogląd na ciemną istotę wojny.
Razem z Diego Riverą był liderem ruchu artystycznego znanego jako meksykański muralizm. Ważną różnicą pomiędzy nim a Riverą było ciemniejsze spojrzenie Orozca na rewolucję meksykańską. Podczas gdy Rivera był śmiałą, optymistyczną postacią, zwiedzioną chwałą rewolucji, Orozco czuł się mniej komfortowo z krwawymi narzędziami, jakie towarzyszyły temu ruchowi społecznemu. Orozco jest znany jako jeden z "Wielkiej Trójki" muralistów wraz z Diego Riverą i Davidem Alfaro Siqueirosem. Ci trzej artyści, a także malarz Rufino Tamayo, eksperymentowali z freskiem na wielkich ścianach i podnieśli rangę malarskiej sztuce ulicznej.
W 1925 r. namalował mural „Wszechwiedza” na ścianach budynku La Casa de los Azulejos w mieście Meksyk. W następnym roku, stworzył mural na ścianach szkoły technicznej w Orizabie, w stanie Veracruz.
W latach 1927-1934 mieszkał w Stanach Zjednoczonych. Nawet po załamaniu giełdy w 1929 r., jego prace wciąż odnosiły sukces.
Po powrocie do Meksyku w 1934 r. namalował mural „Katharsis” na ścianach pałacu Bellas Artes w mieście Meksyk.
Orozco zmarł we śnie 7 września 1949 roku, w mieście Meksyk. Przyczyną jego śmierci była niewydolność serca.

## Murale w Kolegium Dartmouth
Orozco namalował m.in. „Epos cywilizacji amerykańskiej” na niższym poziomie budynku głównej biblioteki Kolegium Dartmouth.

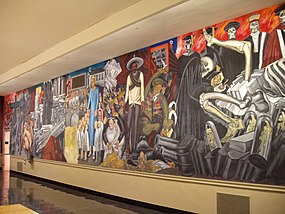
Epos cywilizacji amerykańskiej (1932-1934)

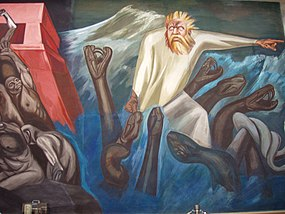
Odejście Quetzalcoatla

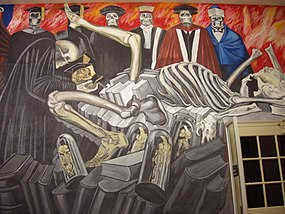
Bogowie współczesnego świata

## Uznanie
23 listopada 2017 r. Google uczciło 134 rocznicę narodzin Orozca poprzez tymczasową zmianę logo na stronie głównej (Google Doodle).

## Wystawy
- "¡Orozco!", wystawa Ministerstwa Spraw Zagranicznych i Instytutu Sztuk Pięknych, Meksyk w Muzeum Sztuki Nowoczesnej, Oxford, 1980 r.

- „José Clemente Orozco w Stanach Zjednoczonych, 1927-1934”, wystawa w Muzeum Sztuki „Hood”, Hanower, 2002 r.[11].

- „Vida Americana: Meksykańscy Muraliści Odnawiają Sztukę Amerykańską, 1925-1945”, wystawa w Muzeum Sztuki Amerykańskiej „Whitney’, Nowy Jork, 2020 r.[12].